# Joseph Maria Karl von Lobkowitz

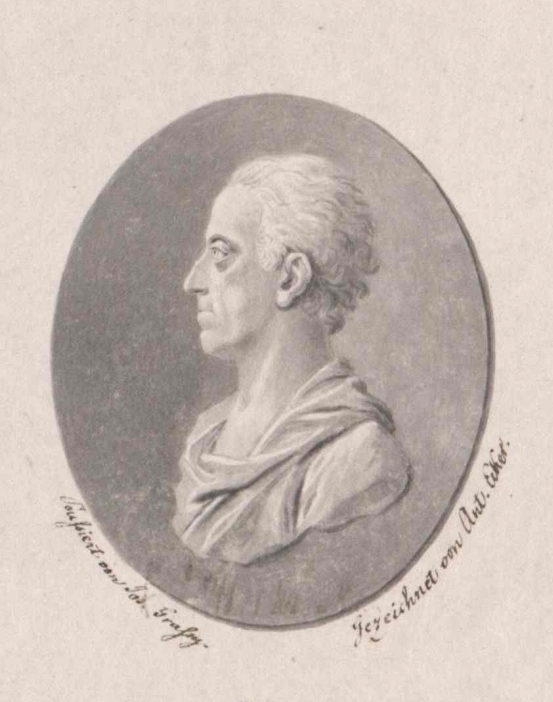
Joseph Maria Karl von Lobkowitz

Fürst Joseph Maria Karl von Lobkowitz (* 8. Januar 1725 in Prag; † 5. März 1802 in Wien) war k. k. Feldmarschall, Ritter des goldenen Vlieses und des Maria-Theresien-Ordens.

## Herkunft
Er entstammt der Familie Lobkowitz. Seine Eltern waren der Feldmarschall Georg Christian von Lobkowitz (* 10. August 1686; † 4. Oktober 1755) und dessen Ehefrau Caroline Henriette von Waldstein (1702–1780).

## Leben
Er wählte schon in jungen Jahren den Militärdienst und kam als Hauptmann in das Dragoner-Regiment Nr. 9 (Batthyani). Während des Österreichischen Erbfolgekriegs führte sein Vater ein Armeekorps; dort kämpfte auch der junge Fürst. Er diente in Italien und Preußen. Am Ende des Krieges nach dem Aachener Frieden war er Oberstleutnant und wurde später Oberst und Kommandeur des Kürassierregiments Nr. 5.
Als 1757 der Siebenjährige Krieg ausbrach, war er bis zum Generalmajor aufgestiegen. In der Schlacht bei Kolin (17. Juni 1757) befehligte er eine Brigade und wurde verwundet. In der Schlacht bei Breslau (22. November 1757) hatte er unter dem Grafen Karl von Arberg den wichtigen Angriff auf die Dörfer Schmiedefeld und Höfgen geleitet. Am 22. Februar 1758 wurde er Generalfeldwachtmeister. 1759 konnte er sich im Gefecht bei Maxen auszeichnen. Die Österreicher versuchten das Korps des Generalleutnants Finck einzukreisen. Doch der Angriff des Generals Brentano wurde von den Preußen zurückgeschlagen. General Lobkowitz griff nun mit fünf Schwadronen Karabiniers und vier Schwadronen Alt-Modena an und konnte die Preußen zurückschlagen.
Für seine Tapferkeit während des Krieges wurde er am 23. Januar 1760 mit dem Ritterkreuz des Maria-Theresien-Ordens ausgezeichnet. Im Februar 1762 konnte er den preußischen General Platen aus der Stadt Pegau an der Elster vertreiben. Ende September kämpfte er im Korps des Generals Hadik an der wilden Weißeritz.
Er wurde am 6. Oktober 1763 Feldmarschall-Lieutenant und 1770 zum General der Kavallerie befördert. Außerdem erhielt er 1773 das 10. Dragoner-Regiment.
Seit dem Ende des Siebenjährigen Krieges wurde er im diplomatischen Dienst eingesetzt. 1764 kam er als Österreichs bevollmächtigter Minister an den kaiserlich russischen Hof nach St. Petersburg, wo er bis 1777 blieb. Durch seine Unterhandlungen kamen 1772 das Königreich Galizien und Lodomerien und die Herzogtümer Zator und Auschwitz an Österreich. Dafür wurde er mit dem Orden vom Goldenen Vlies ausgezeichnet.
Am 28. März 1785 wurde der Fürst zum General-Feldmarschall und Hauptmann der Arcièren-Leibgarde ernannt.
Privat war der General ein großer Musikliebhaber. Er komponierte und spielte auch Instrumente. In Hamburg machte er in jungen Jahren die Bekanntschaft mit der Künstlerfamilie Bach. Er blieb noch lange mit der Familie in Briefkontakt. In Petersburg unterhielt er eine eigene Kapelle.

## Familie
Lobkowitz heiratete am 28. November 1752 die Gräfin Maria Josepha von Harrach (* 20. November 1727; † 15. Februar 1788), Witwe des Fürsten Karl Johann Nepomuk von Liechtenstein. Das Paar hatte mehrere Kinder:
- Josef Bernard, (* 20. August 1754; † 21. April 1768)
- Ferdinand (* 15. November 1759; † 14. April 1761)
- Maria Eleonora (* 16. März 1753; † 20. März 1802), Nonne bei Salesianern
- Maria Josefa (* 8. August 1756; † 4. September 1823) ⚭ 1776 Karl von Auersperg-Trautson (* 21. Oktober 1750; † 6. Dezember 1822)